# Lewis Binford
Lewis Roberts Binford (* 21. November 1931 in Norfolk, Virginia; † 11. April 2011 in Kirksville, Missouri) war ein US-amerikanischer Archäologe und Anthropologe. In den 1960er Jahren gehörte er zu den Initiatoren der New Archaeology (auch: „Processual Archaeology“).

## Leben
Lewis Binford studierte bis 1952 zunächst am Virginia Polytechnic Institute und – nach Ableistung des Militärdienstes – Anthropologie an der University of North Carolina bis zum Bachelor-Abschluss. Danach wechselte er an die University of Michigan, wo er 1958 den Master-Grad erwarb und 1964 promoviert wurde. Als Hochschullehrer war Binford später an der University of Michigan, der University of Chicago, der University of California, Santa Barbara und von 1968 bis 1991 an der University of New Mexico tätig. Von 1991 bis zu seinem Ruhestand 2003 war er University Distinguished Professor emeritus (Emeritus) an der Southern Methodist University in Dallas (Texas).
Im Jahre 2001 wurde er zum Mitglied der National Academy of Sciences gewählt. 1996 wurde er korrespondierendes Mitglied der British Academy. 2006 erhielt er den mit 60.000 Euro dotierten Internationalen Preis der Fyssen-Stiftung.

## Forschungsschwerpunkte
Binford wurde zunächst durch eine vielbeachtete Debatte über das südfranzösische Moustérien bekannt, die er mit dem Archäologen François Bordes von der Universität Bordeaux austrug. Während Bordes die Variabilität verschiedener Inventartypen des Moustériens auf verschiedene Stämme zurückführte, sah Binford die Funktionalität der Steinwerkzeuge und ihre Interpretation im Vordergrund.
Binfords theoretische Arbeiten hatten bedeutenden Einfluss auf die Theoriediskussion und das Selbstverständnis vor allem der englischsprachigen Archäologie. Sein 1962 erschienener Aufsatz „Archaeology as Anthropology“ gilt als Grundlage der in den USA in den 1960er und 1970er Jahren sehr einflussreichen New Archaeology. Vor dem Hintergrund einer stärkeren Hinwendung des Faches zu den Naturwissenschaften forderte er als Grundlage archäologischer Interpretationen Arbeiten in den Bereichen der experimentellen Archäologie, der Ethnoarchäologie und der Historical Archaeology.
Binford selbst gab bedeutende methodische Impulse, wie zum Beispiel mit der 1981 publizierten Monographie „Bones: Ancient Men and Modern Myth“ über taphonomische Prozesse an Tierknochen. Die Studie systematisierte erstmals menschliche Manipulationen, insbesondere die Schnittspuren auf den Knochenoberflächen. Dabei dienten ihm ethnologische Studien waidmännischer Prozesse der Nunamiut (einer Gruppe der Inupiat) als Vergleich.

## Veröffentlichungen (Auswahl)
- Archaeological and Ethnohistorical Investigation of Cultural Diversity and Progressive Development among Aboriginal Cultures of Coastal Virginia and North Carolina. 1964 (Ann Arbor MI, University of Michigan – Department of Anthropology, Ph. D. Dissertation 1964).
- als Herausgeber mit Sally R. Binford: New Perspectives in Archaeology Aldine Publishing, Chicago IL 1968.
- An Archaeological Perspective. Seminar Press, New York NY u. a. 1972, ISBN 0-12-807750-6.
- als Herausgeber: For Theory Building in Archaeology. Essays on Faunal Remains, Aquatic Resources, Spatial Analysis and Systematic Modeling. Academic Press, New York NY u. a. 1977, ISBN 0-12-100050-8.
- Nunamiut Ethnoarchaeology. Academic Press, New York NY u. a. 1978, ISBN 0-12-100040-0.
- Bones. Ancient Men and Modern Myth. Academic Press, New York NY u. a. 1981, ISBN 0-12-100035-4.
- In Pursuit of the Past. Decoding the Archaeological Record. Thames and Hudson, London 1983, ISBN 0-500-05042-2 (In deutscher Sprache: Die Vorzeit war ganz anders. Methoden und Ergebnisse der neuen Archäologie. Harnack, München 1984, ISBN 3-88966-008-8).
- Working at Archaeology Academic Press, New York NY u. a. 1983, ISBN 0-12-100060-5.
- Faunal Remains from Klasies River Mouth Academic Press, Orlando FL u. a. 1984, ISBN 0-12-100070-2.
- Debating Archaeology. Academic Press, San Diego CA u. a. 1989, ISBN 0-12-100045-1.
- Constructing Frames of Reference. An Analytical Method for Archaeological Theory Building using Hunter-Gatherer and Environmental Data Sets. University of California Press, Berkeley CA u. a. 2001, ISBN 0-520-22393-4.